# Ana Maria Bidegaray
Pour les articles homonymes, voir Bidegaray.
María Ana Marianita Bidegaray Salaverria, née à Hasparren le 10 avril 1890 et morte le 17 juillet 1974 à Montevideo, est une écrivaine, militante féministe et résistante espagnole durant la Seconde Guerre mondiale.

## Biographie
Fille de Jean-Baptiste Bidegaray (originaire d'Hasparren) et de Ramona Salaverria (native de Goizueta), Ana Maria étudie dans la ville de Bordeaux.
Elle émigre en Uruguay avec ses parents en 1910.
Elle épouse l'ancien consul général de Belgique en Uruguay, Raymond Janssen, avec lequel elle a cinq enfants : Ana María, Margot, Armando, Betty et Raymond.
Pendant la Seconde Guerre mondiale, elle entre dans la Résistance en aidant les services secrets britanniques et français et aide les prisonniers alliés grâce à son réseau Bidegaray, connue comme l'«Espionne basque». Elle participe au fonds belge pour aider les victimes du conflit et lutte contre les nazis en Amérique du Sud.
Elle écrit pour le journal Basque Deya publié à Buenos Aires et fait partie du département universitaire d'études basques créé à l'université de Montevideo sous la direction de Vicente de Amézaga Aresti.